# 秘寶傳說
《秘寶傳說》是日本電子遊戲軟體公司史克威爾在Playstation上所開發的動作角色扮演遊戲。

## 人物列表
- 路：沉默寡言的男孩。帶著一把大斧，從來不將帽子脫下來。擁有變身的能力。只要打敗怪物後收集到怪物卡片，就可以自由選擇變身成怪物。需要靠這樣的能力來過關。

- 蜜特：東天王國的王女。有一位妹妹叫「瑪雅」。因為蜜特的個性很火爆並且又任性妄為。東天王國的繼承人就由妹妹接收。蜜特不服氣離家出走。去尋找傳說中的秘寶。